# Olgino

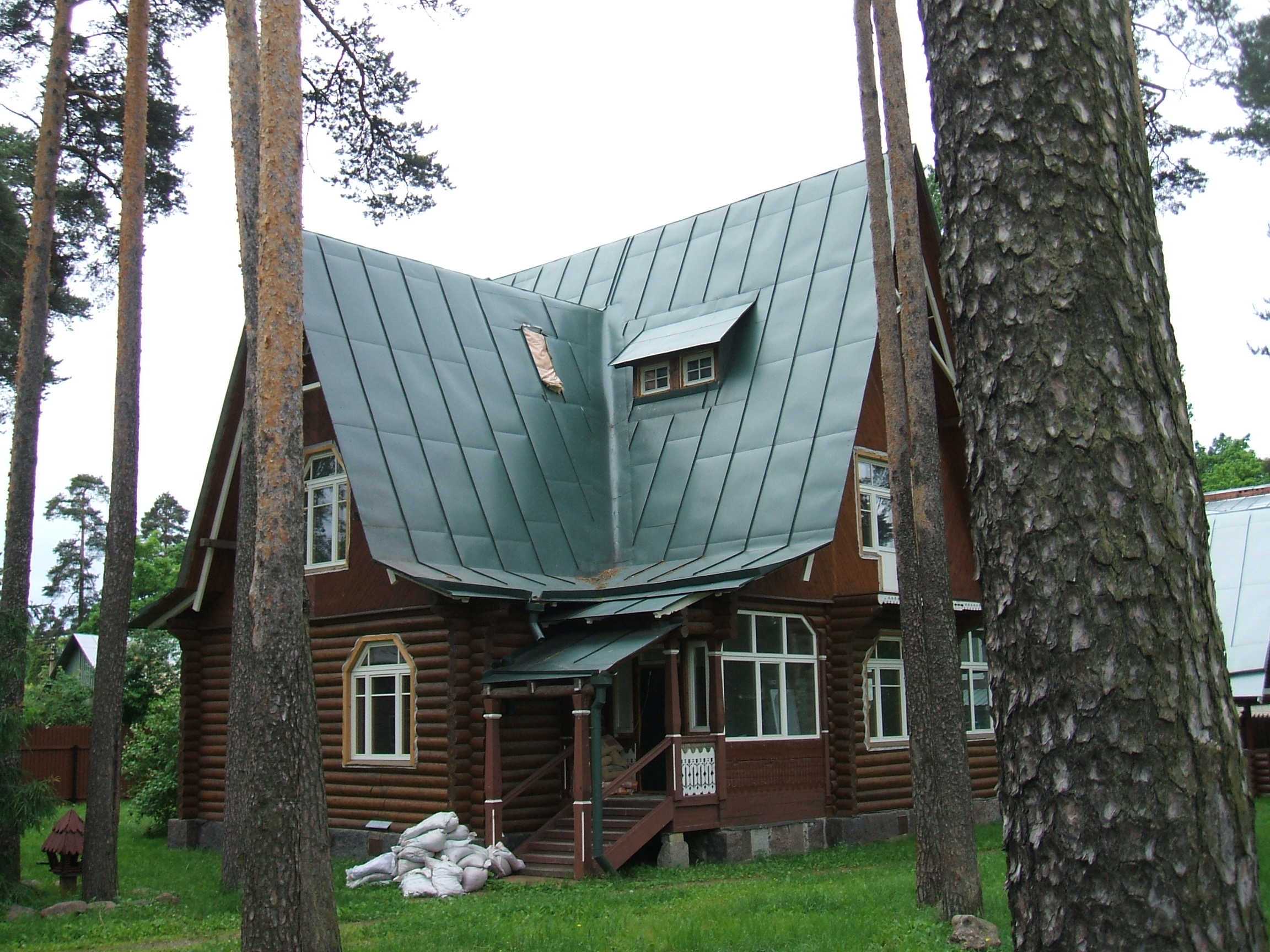
Äldre datja i Olgino.

Olgino (ryska: О́льгино) är en norrförort till Sankt Petersburg i Ryssland. Olgino är beläget sydväst om Lachta och öster om Lisij Nos. Detta område vid kusten av Finska viken ägdes vid mitten av 1800-talet av den svenskättade greven Stenbock-Fermor, som uppkallade det efter sin hustru Olga. I början av 1900-talet blev Olgina ett fritidshusområde med påkostade datjor. 
Bland invånarna fanns poeten Kornej Tjukovskilj. 
Olgino inkorporerades 1963 i staden Leningrad. Den omnämns som Sankt Petersburgs motsvarighet till Rublovka, Moskvas mest exklusiva bostadsområde.

## Trollverkstad
Olgino är känd som bas sedan 2013 för internettrollverkstaden Internet Research Agency.